# گاسپرینو سینلی
گاسپرینو سینلی (انگلیسی: Gasperino Cinelli؛ زادهٔ ۳ ژانویهٔ ۱۹۸۲) بازیکن فوتبال است.